# 와플기

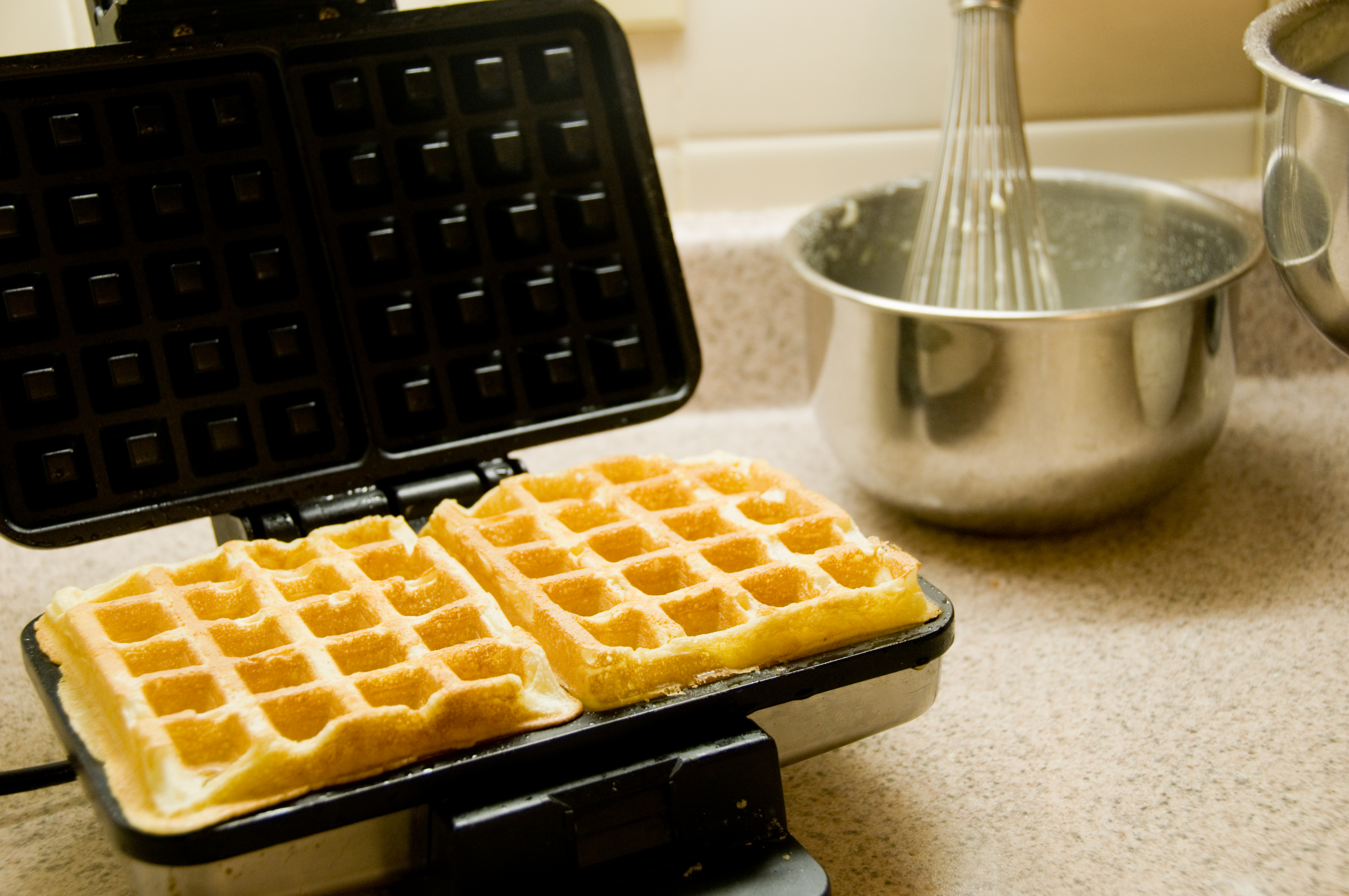
와플기

와플기(waffle機)는 와플을 만들 때 쓰는 조리기구이다. 손잡이가 달린 금속 팬에 벌집 모양으로 홈이 파여 있다. 와플 반죽이나 반죽물을 붓거나 올린 다음, 뚜껑을 닫아 굽는다.
와플기는 두 개의 경첩이 달린 금속판 사이에서 와플을 요리하는 데 사용되는 주방 도구이다. 와플이 굽는 동안 접시가 가열되고 팬이 닫혀 있다. 와플기는 독특한 모양으로 인해 와플을 요리하는 데 필요하며 이는 팬케이크보다 만들기가 훨씬 어렵다. 와플 이외에 다른 음식을 만드는 데 쓰이기도 한다. 비슷한 기술을 사용하여 (와플 모양이지만) 바삭바삭한 인도네시아 스낵인 쿠에 가핏(kue gapit)을 포함한 여러 다른 스낵뿐만 아니라 달콤하고 풍미 있는 맛을 낼 수 있는 스낵을 구울 수 있다.

## 역사
와플기는 12세기 또는 13세기 초에 프랑스에서 널리 사용되었으며, 14세기부터 네덜란드와 유럽 전역에 널리 퍼졌다. 세속적인 와플기는 성찬 빵을 생산하는 데 사용되는 유사하지만 종교적인 도구인 호스트 프레스와 함께 개발되었다. 최초의 와플기는 이스트를 넣지 않은 웨이퍼를 굽는 데 적합한 얕은 홈을 갖고 있었다. 와플기는 조리법에 발효제가 도입됨에 따라 더 깊은 홈을 가졌다. 바이킹 시대 여성 매장지에는 스웨덴과 노르웨이의 원시 와플기의 증거가 있다.
와플기는 원래 두 개의 긴 나무 손잡이에 연결된 두 개의 경첩이 달린 철판으로 구성되었다. 종종 문장, 풍경 또는 종교적 상징을 포함하여 와플에 정교한 패턴을 새기기 위해 만들어졌다. 와플은 먼 곳에 들린 뒤 난로 위에 구워졌다.
1869년 미국의 코넬리우스 스와트우트(Cornelius Swartwout)가 쿡탑 와플기에 대한 특허를 취득했다. 1400년대부터 일종의 와플기가 존재했을 수도 있지만 스와트우트는 주철 고리에 회전하는 손잡이와 경첩을 추가하여 와플 조리자가 미끄러지거나 화상의 위험 없이 금속 팬을 뒤집을 수 있도록 설계를 완벽히 하려고 했다. 1911년 GE는 전기 와플기의 프로토타입을 생산했으며 1918년경에 생산이 시작되었다. 이후 와플기가 널리 보급되면서 외관도 개선되었다.

## 사진

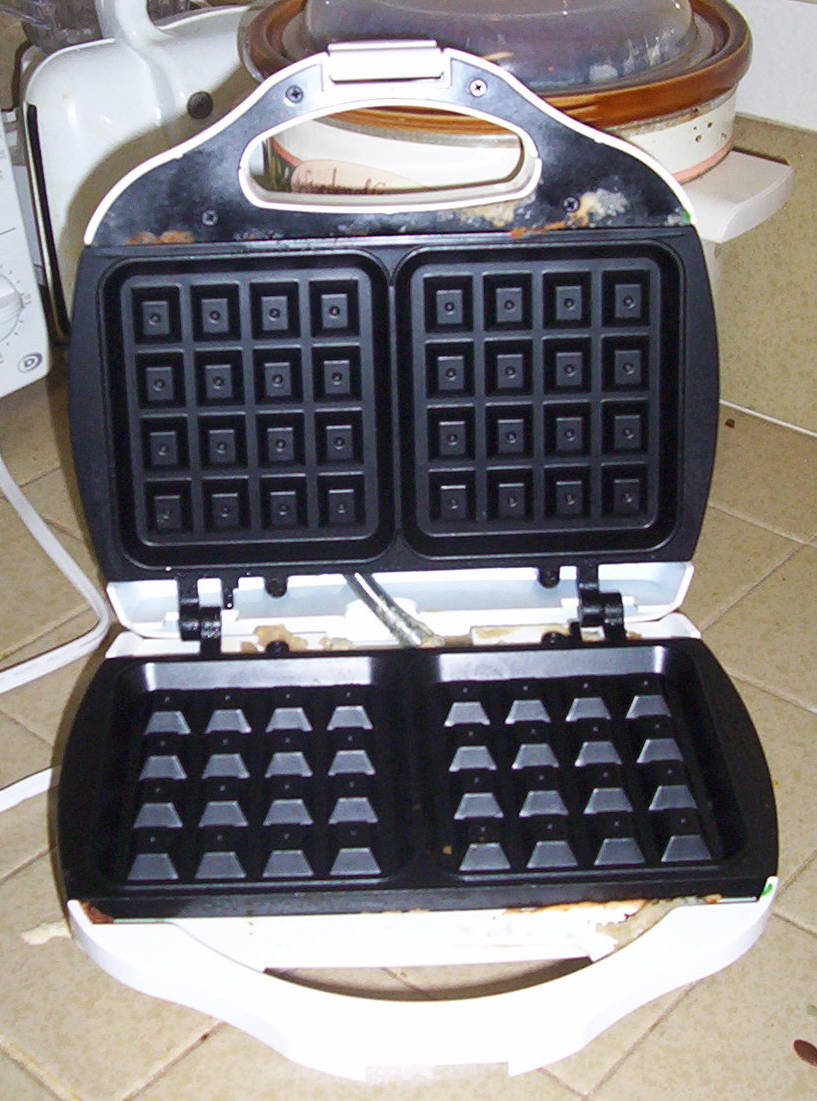
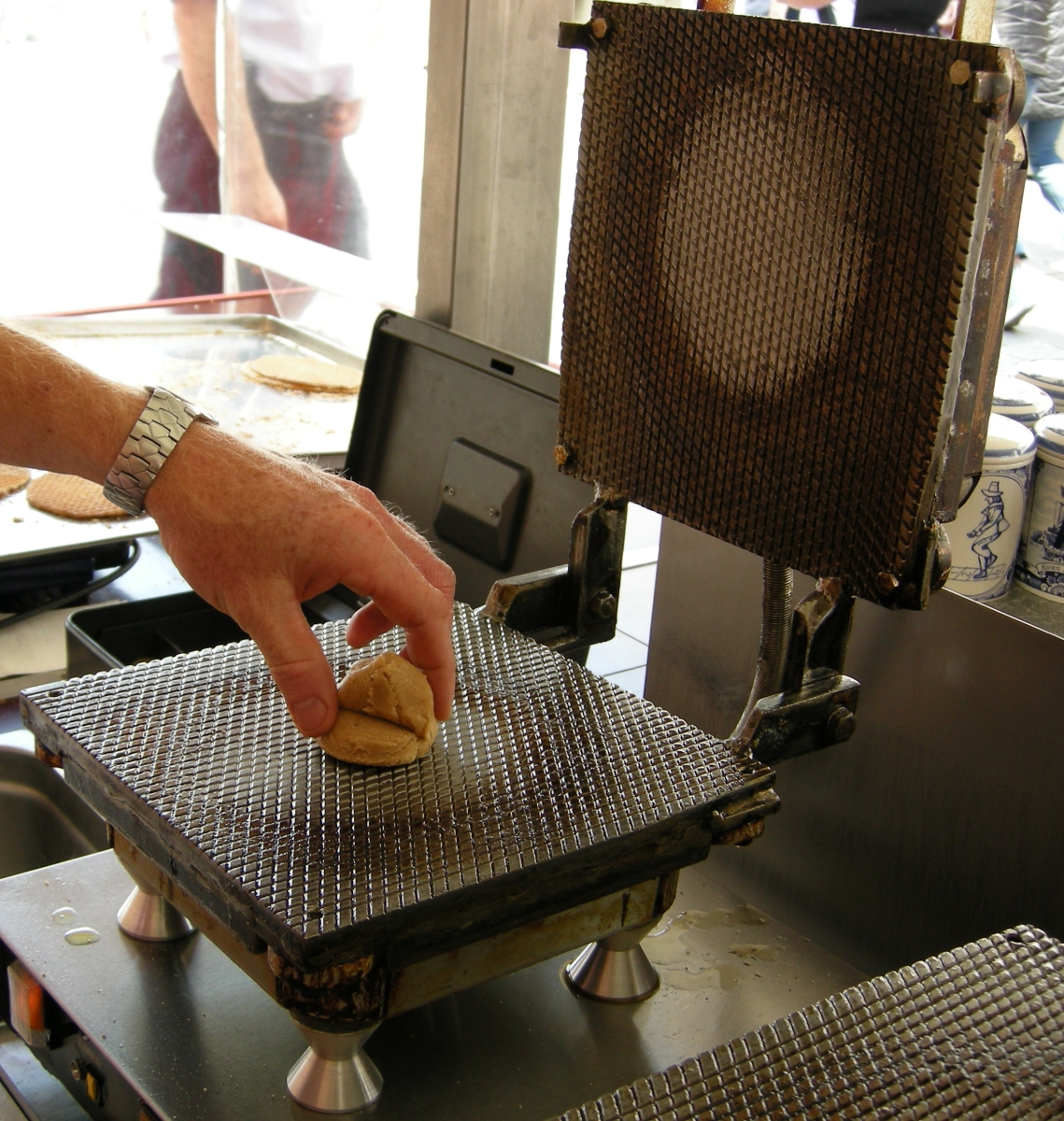
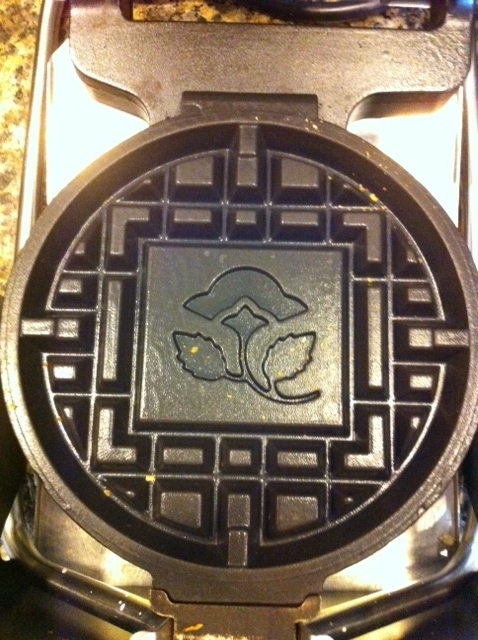
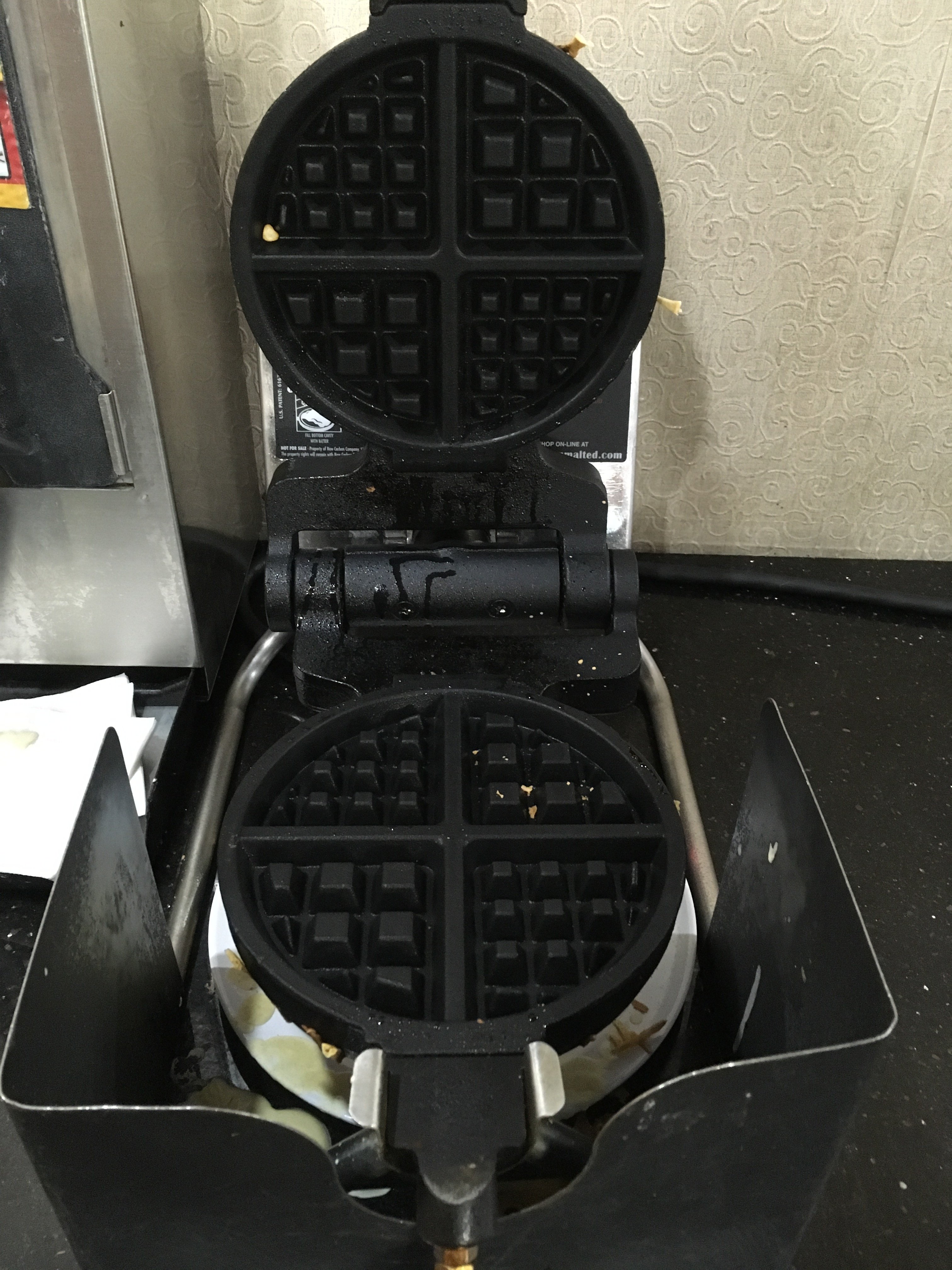
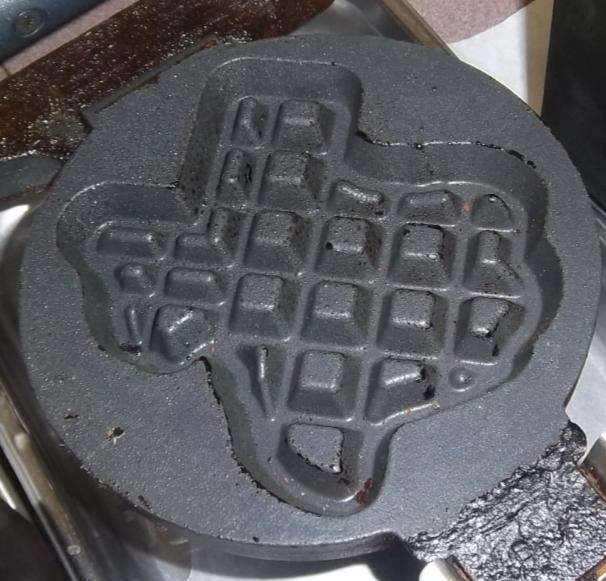
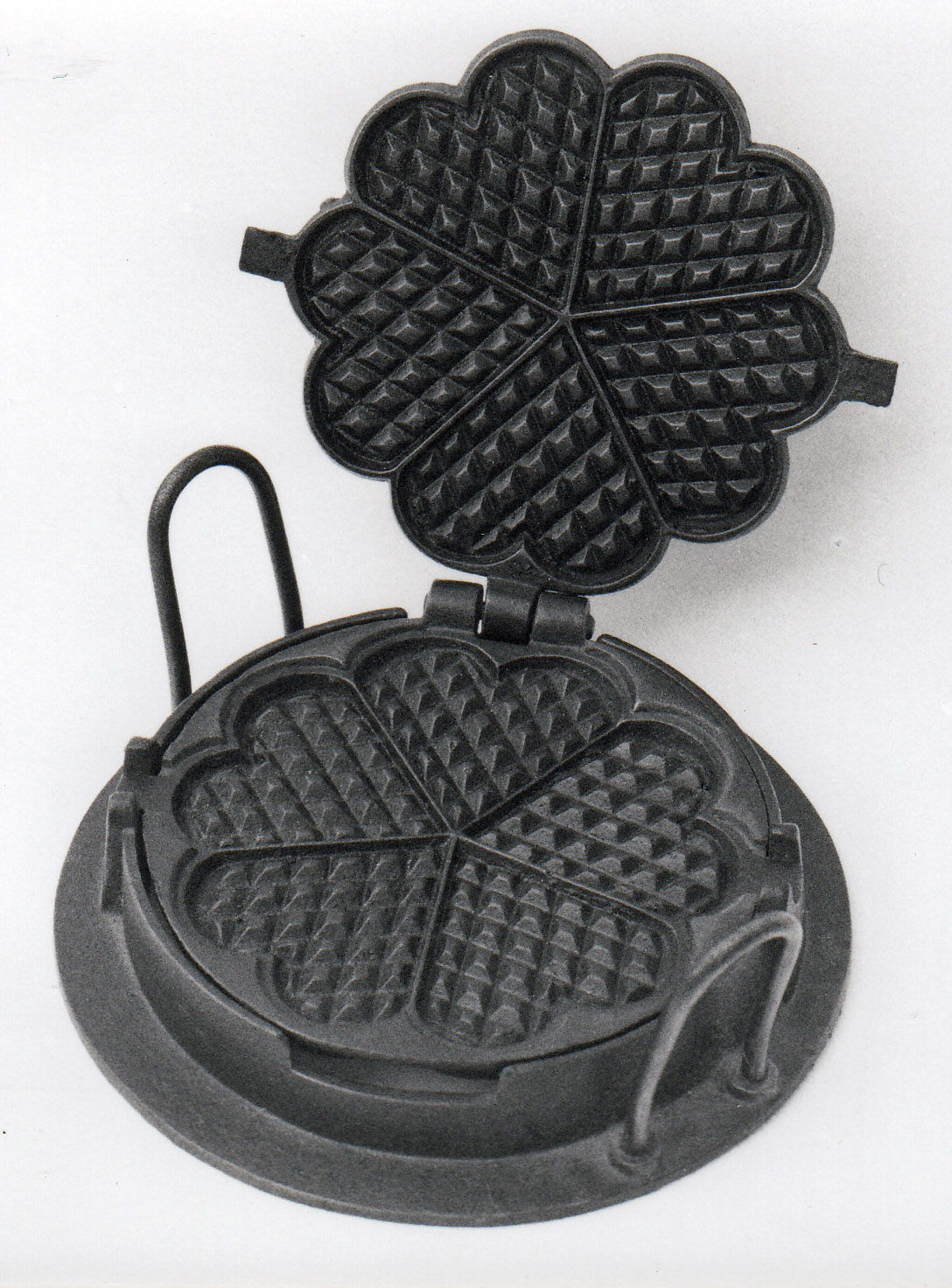
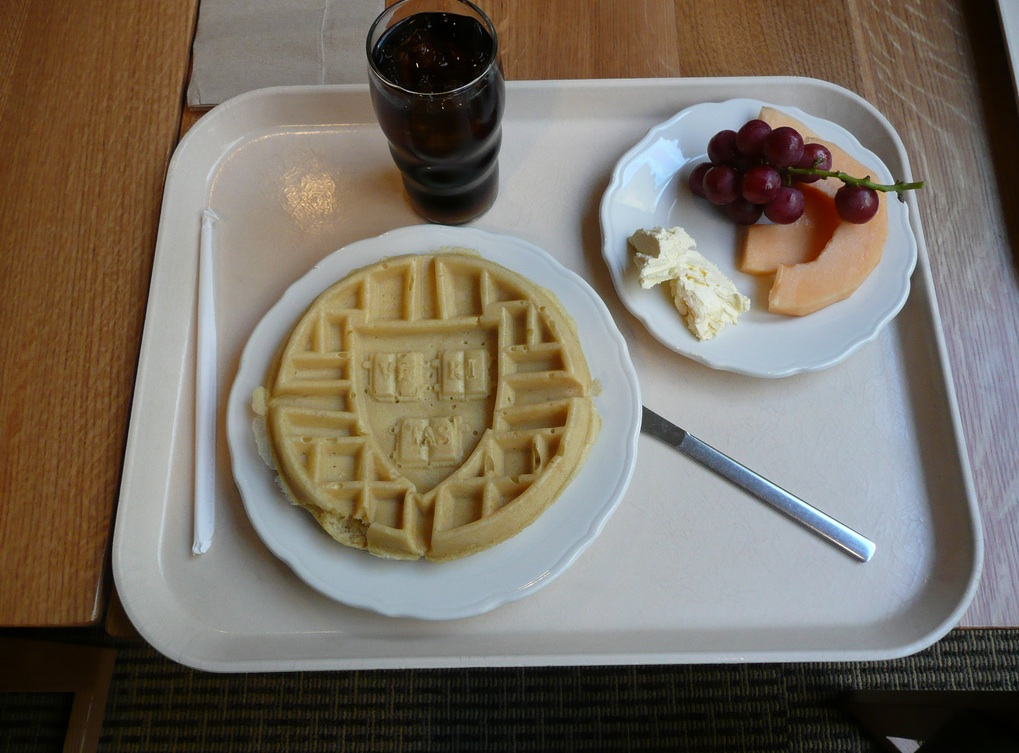

## 같이 보기
- 와플
- 벨기에 와플
- 브뤼셀 와플